# Amphipyra carriolata
Amphipyra carriolata là một loài bướm đêm trong họ Noctuidae.